# Andrena eburneoclypeata
Andrena eburneoclypeata är en biart som beskrevs av Lebedev 1929. Andrena eburneoclypeata ingår i släktet sandbin, och familjen grävbin. Inga underarter finns listade i Catalogue of Life.